# Демократический военный союз
Демократический военный союз (исп. Unión Militar Democrática) — бывшая подпольная организация испанских офицеров в эпоху позднего франкизма и первых лет постфранкистской Испании.

## История
В последние годы правления Франсиско Франко возникла неопределённость в отношении того, каким путём будет следовать страна после кончины Каудильо. Многие члены офицерского корпуса ожидали перемен и установления нового конституционного порядка, однако часть военных рассматривала демократизацию как предательство победы националистов в гражданской войне, которая закончилась в 1939.
В 1972 году сформировалось небольшое тайное общество молодых офицеров для общих целей: объединение трёх видов вооружённых сил в одно министерство; ограничение сферы применения системы военной юстиции; сокращение срока военной службы для населения, которая в то время была обязательной; введение ограничений на систему военной разведки; ограничение полномочий генерал-капитанов девяти военных районов страны и так далее. Группа росла относительно быстро, к 1974 году в ней состояло от 200 до 300 офицеров.
События в Португалии, где 25 апреля 1974 года вооруженные силы устроили государственный переворот, который фактически возвратил демократию в страну, привлекли к участию в секретной организации новых испанских офицеров. Организация в их кругах стала известна как Unión Militar Democrática (с исп. — «Демократический военный союз»).

## Реакция франкистской Испании
О существовании организации вскоре стало известно Центральной службе документации, разведывательной службе испанского государства, и девять её членов были арестованы в Мадриде в июле 1975 года, преданы суду и приговорены в 1976 году к тюремному заключению сроком до восьми лет. Одним из арестованных был член-основатель майор Луис Отеро, который получил самое суровое наказание, но был помилован в соответствии с Законом об амнистии 1977 года.
Примечательно, что один из арестованных членов UMD родился в толедском Алькасаре во время его длительной осады республиканскими силами в период гражданской войны в Испании.
В 2010 году в интервью испанской газете El País один из членов-основателей сказал, что он и его коллеги-офицеры связались с «как можно большим количеством людей» в вооружённых силах, чтобы распространить свои идеи, и пришёл к выводу: «Мы явно разговаривали не с теми людьми, потому что спецслужбы узнали о нас немедленно».

## Роспуск
Организация объявила о своем роспуске в июне 1977 года в связи с проведением первых свободных выборов, которые прошли в Испании с 1935 года.

## Наследие
Большинство реформ, изложенных в политической платформе UDM, в конечном итоге, хотя и постепенно, были осуществлены демократическими правительствами после смерти Франко.
В 2008 году испанский судья Бальтасар Гарсон начал широкомасштабное расследование исчезновений республиканцев в Испании в период франкизма, а также распорядился об открытии предполагаемых массовых захоронений (в том числе одного, предположительно, содержавшего останки поэта Федерико Гарсии Лорки). Расследование вызвало политические беспорядки, и противники расследования утверждали, что амнистия 1977 года охватила все преступления, совершенные любой из сторон во время гражданской войны. Один из основателей UDM, полковник в отставке Хулиан Дельгадо, который после перехода к демократии был назначен главой Guardia Urbana (городские полицейские силы) в Барселоне, публично возражал против расследования, поскольку «ковыряться в старых ранах было бы абсурдно». Дельгадо предупредил, что поддержка жертв гражданской войны и их семей должна осуществляться «без желания мести», поскольку это «не приносит пользы демократии».
В 2010 году министр обороны Карме Чакон, представляющая правительство Испании, вручила Крест военных заслуг 14 членам УМД, троим из них — посмертно.